# Chloracris borneensis
Chloracris borneensis är en insektsart som beskrevs av De Jong, C. 1939. Chloracris borneensis ingår i släktet Chloracris och familjen vårtbitare. Inga underarter finns listade i Catalogue of Life.